# Frimästare
Frimästare var under skråväsendets tid benämning på en hantverkare eller köpman, som utan att vara skråansluten fick myndigheternas tillstånd att utöva sitt yrke.
Frimästare fanns redan på 1600-talet och förordningar om frimästarskap utfärdades 1719 och 1724. Enligt 1719 års förordning skulle den som lärt ett hantverk få bedriva detta efter att ha anmält sig hos Magistraten. Följande års skråordning begränsade dock rätten till frimästarskap till inflyttade utlänningar. Frihetsidéerna slog sig, trots borgerskapets protester, emellertid på nytt igenom i 1724 års förordning om frimästarskap för både infödda och utlänningar.
Frimästarna mötte dock fortsatt starkt motstånd av skråhantverkarna, som 1731 beslutade att inga inhemska frimästare fick antas inom de yrken som stod under skråen. År 1734 genomdrev borgerskapet ett förbud mot frimästare i Sverige.